# کرتارو سیتی
کرتارو (به اسپانیایی: Querétaro, Querétaro) از شهرهای کشور مکزیک است. کرتارو در ایالت کرتارو قرار دارد. مساحت این شهر ۷۵۹٫۹ کیلومترمربع و جمعیت آن طبق سرشماری سال ۲۰۱۰ میلادی، تقریباً ۸۰۴٫۶۶۳ نفر بوده‌است.

## نگارخانه

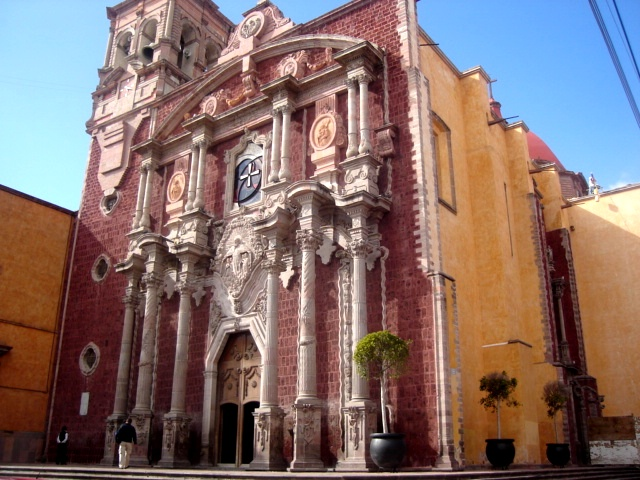
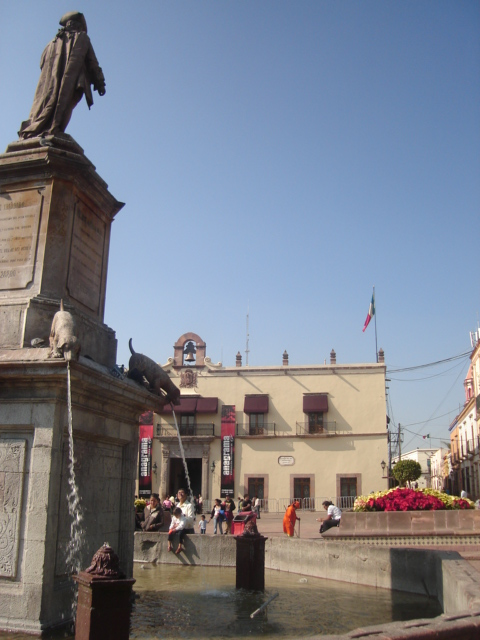
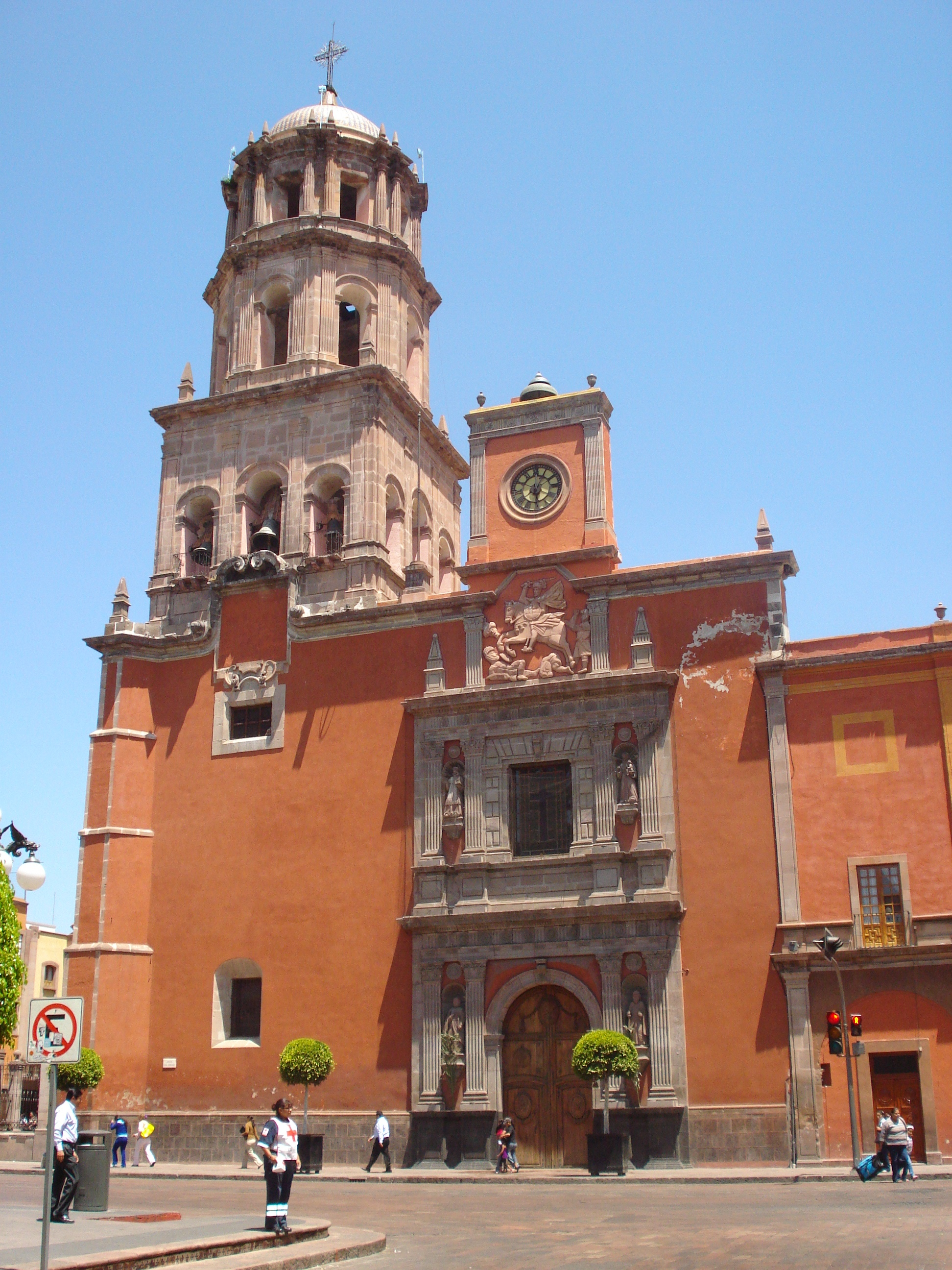
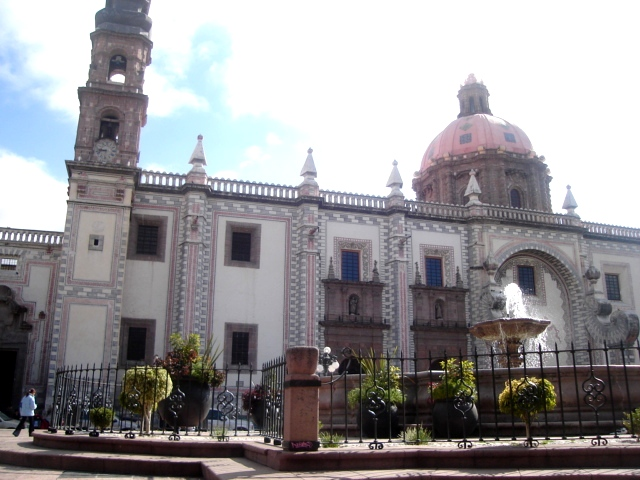